# Cámara Colombiana del Libro
La Cámara Colombiana del Libro (CCL o CamLibro) es un organismo gremial del sector editorial en Colombia. Establecida en Bogotá en 1951 con el objetivo de fortalecer el sector editorial en Colombia y servir de interlocutor entre este gremio y el Gobierno nacional para la articulación de las diferentes políticas que le impactan.
Entre sus actuales funciones está la de otorgar los registros de códigos ISBN a las publicaciones realizadas en Colombia, aunque sin dudas uno de sus mayores aportes es el organizar de forma anual junto con Corferias, la Feria Internacional del Libro de Bogotá desde el año de 1988.
En 2022, la Cámara informó sobre un fuerte declive en ediciones en Colombia.